# Regeringen Marita Petersen
Marita Petersens regering var Færøernes regering fra den 24. april 1993 til den 10. september 1994. Lagmand var Marita Petersen fra Javnaðarflokkurin, med ministre fra Tjóðveldisflokkurin og Sjálvstýrisflokkurin. Hun blev Færøernes første kvindelige lagmand. Petersen havde ledet Atli Dams sjette regering siden 18. januar 1993, men hun skiftede regeringspartneren Fólkaflokkurin ud med Tjóðveldisflokkurin (Republikanerne) og Sjálvstýrisflokkurin (Selvstyrepartiet). Til trods for den korte regeringstiden fik regeringen udrettet meget, som var vinklet mod den dybe økonomiske krise, som Færøerne var inde i. Blandt andet fik Petersen forhandlet en bankavtale med Danmark. Unionistiske kræfter vandt imidlertid lagtingsvalget 1994, og regeringen måtte gå af til fordel for Edmund Joensens første regering.

## Resultater
|                                          | Minister           | Parti | Fra            | Til                |
| ---------------------------------------- | ------------------ | ----- | -------------- | ------------------ |
| Lagmand                                  | Marita Petersen    | JF    | 24. april 1993 | 10. september 1994 |
| Vicelagmand                              | Finnbogi Ísakson   | TF    | 24. april 1993 | 10. september 1994 |
| Ministerium                              | Minister           | Parti | Fra            | Til                |
| Finans- og økonomiministeriet            | Finnbogi Ísakson   | TF    | 24. april 1993 | 10. september 1994 |
| Fiskeri- og industriministeriet          | Thomas Arabo       | JF    | 24. april 1993 | 10. september 1994 |
| Social-, sundheds- og arbejdsministeriet | Jóannes Eidesgaard | JF    | 24. april 1993 | 10. september 1994 |
| Miljø-, energi- og kommunalministeriet   | Signar Hansen      | TF    | 24. april 1993 | 10. september 1994 |
| Kultur- og skoleministeriet              | Bergur Jacobsen    | SF    | 24. april 1993 | 10. september 1994 |